# 默尔索
默尔索（法語：Meursault，法語發音：[mœʁso]）是法国科多尔省的一个市镇，位于该省南部，属于博讷区。

## 地理
默尔索（46°58'41"N, 4°46'14"E）面积16.22 平方千米，位于法国勃艮第-弗朗什-孔泰大區科多尔省，该省份为法国中东部省份，北起奥布省，西接涅夫勒省和约讷省，南至索恩-卢瓦尔省，东南接汝拉省，东临上索恩省，东北部与上马恩省接壤。
与默尔索接壤的市镇（或旧市镇、城区）包括：沃尔奈、科尔塞勒莱萨尔、皮利尼蒙拉谢、圣欧班、塔伊、欧塞迪雷斯、梅尔瑟伊、蒙泰利。

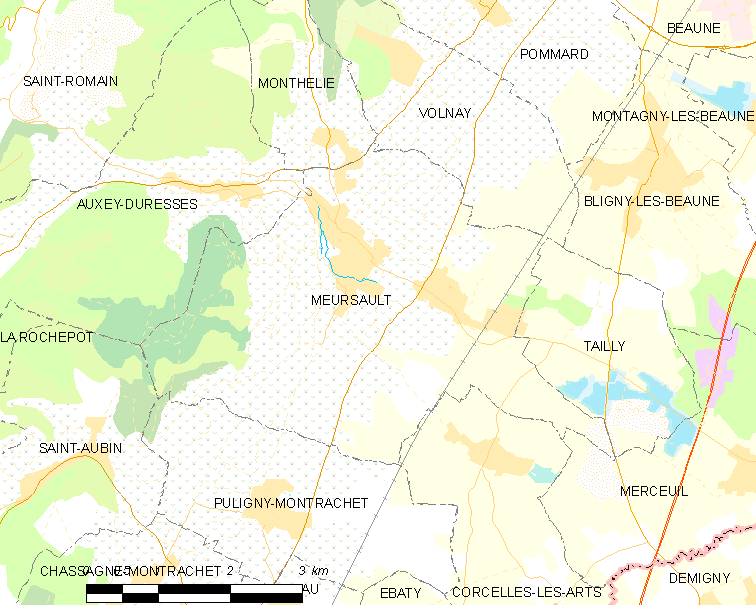
默尔索的OSM定位图

默尔索的时区为UTC+01:00、UTC+02:00（夏令时）。

## 行政
默尔索的邮政编码为21190，INSEE市镇编码为21412。

## 政治
默尔索所属的省级选区为拉杜瓦-塞里尼县。

## 人口

1962-2008年间默尔索人口变化图示

默尔索于2022年1月1日时的人口数量为1376人。